# Rühstädt
Rühstädt település Németországban, azon belül Brandenburgban. Lakosainak száma 454 fő (2023. december 31.).

## Népesség
A település népességének változása:
| Lakosok száma | 470  | 461  | 463  | 458  | 454  |
|               | 2017 | 2019 | 2021 | 2022 | 2023 |